# 秧BOT
《秧BOT》是由张艺谋执导，张渠作曲，新疆艺术学院和宇树科技共同演出的创意舞蹈作品，于2025年1月28日在2025年中央广播电视总台春节联欢晚会上演出。
舞蹈表演以秧歌舞为主题，使用的机器人为2023年8月宇树科技推出的宇树H1“福兮”，可零帧转动手绢。

## 轶事

表演中使用的同款机器人

- 机器人在登上春晚舞台前已进行了三个月的训练[7]。
- 表演结束后，舞蹈演员需要搀扶着机器人下场。[8][9]
- 2025年2月2日，春晚服装总设计师陶蕾发文回应机器人“不穿裤子”的原因，称起初也想过穿裤子，但与机器人的关节产生冲突，于是决定省略。[10][11]
- 《秧BOT》舞蹈受到观众乃至中国国外的广泛关注[12][13]，甚至有Cosplay、表情包等二次创作。[14][15][16]

## 模仿
2025年元宵晚会中，撒贝宁模仿了《秧BOT》中的机器人的走姿和打扮。